# Walter Wittke (general)
Walter Wittke (n. 26 septembrie 1887, Danzig, Imperiul German – d. 20 iulie 1955) a fost un general-locotenent german din Wehrmacht, care a deținut funcții de comandă în timpul celui de-al Doilea Război Mondial.

## Biografie
Wittke s-a înrolat la 14 martie 1907 ca Fähnrich în Regimentul 164 Infanterie Hannover și a luptat cu acesta în Primul Război Mondial. În 1920 s-a retras din serviciul militar activ și s-a angajat în poliție.
În 1935 Wittke a fost înrolat în Wehrmacht și a îndeplinit funcția de comandant al Regimentului 46 Infanterie până în septembrie 1939. La sfârșitul anului 1939 a devenit comandant al Diviziei 170 Infanterie, pe care a condus-o până în februarie 1942. După ce a îndeplinit inițial rolul de forță de ocupație în Danemarca și Franța, Divizia 170 Infanterie a fost transferată apoi în România, unde a contribuit la instruirea unităților militare române. Divizia s-a aflat permanent pe Frontul de Est, luptând în Basarabia și în Crimeea și participând la ocuparea Sevastopolului. Generalul-maior Wittke a fost decorat pe 19 septembrie 1941 cu Ordinul „Mihai Viteazul” cl. III-a „pentru destoinicia, devotamentul și bravura personală de care au dat dovadă în luptele contra bolșevicilor în colaborare cu trupele române”.
Ulterior a fost general în Grupul de Armate Sud și apoi în Grupul de Armate B până în 1943. La 31 octombrie 1943 generalul-locotenent Wittke a fost demobilizat din Wehrmacht.

## Decorații
- Ordinul Militar „Mihai Viteazul” cl. III-a (19 septembrie 1941)[2]